# Polona Glavan
Polona Glavan, slovenska pisateljica in prevajalka, * 24. september 1974, Ljubljana.
Na Filozofski fakulteti v Ljubljani je končala študij primerjalne književnosti in angleščine. Prvo literarno objavo je imela leta 1994 v reviji Mentor.
Njena dela so bila uvrščena v številne domače in tuje antologije ter prevedena v več kot deset jezikov.

## Dela
- Izbrani začetki, 1993
- Noč v Evropi (roman), 2001, Študentska založba (zbirka Beletrina), Ljubljana
- Gverilci (zbirka kratkih zgodb), 2004, Študentska založba, (zbirka Beletrina), Ljubljana
- Anton

## Prevodi
- Bernard MacLaverty, Okrasni toni, Cankarjeva založba, 2002, Ljubljana
- Hannah Arendt, Izvori totalitarizma, Študentska založba, 2003, Ljubljana
- Andrea Levy, Mali otok, Učila, 2006, Ljubljana
- Flannery O'Connor, Težko je najti dobrega človeka in druge zgodbe, Študentska založba, 2006, Ljubljana
- Hannah Arendt, Eichmann v Jeruzalemu, Študentska založba, 2007, Ljubljana

## Nagrade
- nominacija za Delovo nagrado kresnik za najboljši roman preteklega leta (za roman Noč v Evropi)
- nagrada Zlata ptica za izjemne dosežke mladih ustvarjalcev (za knjigo Gverilci)

1. 1 2 3  Arhiv likovne umetnosti — 2003.